# 布雷特尼希-豪斯瓦尔德
布雷特尼希-豪斯瓦尔德（德語：Bretnig-Hauswalde，發音：[ˈbʁɛtnɪç haʊsˈvaldə]）是德国萨克森州包岑县曾经的一个市镇，面积14.40平方千米，2017年2月6日人口为2,933人。2017年1月1日，布雷特尼希-豪斯瓦尔德并入市镇大勒尔斯多夫。